# Țipkî, Hadeaci
Țipkî (în ucraineană Ціпки) este o comună în raionul Hadeaci, regiunea Poltava, Ucraina, formată numai din satul de reședință.

## Demografie
Componența lingvistică a comunei Țipkî
     Ucraineană (98,33%)
     Rusă (1,67%)
Conform recensământului din 2001, majoritatea populației comunei Țipkî era vorbitoare de ucraineană (98,33%), existând în minoritate și vorbitori de rusă (1,67%).